# Paracalliactis stephensoni
Paracalliactis stephensoni is een zeeanemonensoort uit de familie Hormathiidae.
Paracalliactis stephensoni is voor het eerst wetenschappelijk beschreven door Carlgren in 1928.